# Szent Péter-templom (Petrovsko)
A Szent Péter-templom egy római katolikus plébániatemplom Horvátországban a Krapina-Zagorje megyei Petrovsko településen.

## Fekvése
A templom a település központjában, egy domb tetejének 42 méter hosszúságú és 28 méteres szélességű fennsíkján áll.

## Története
1334-ben a zágrábi főesperesség plébániáinak összeírásában már szerepel a Szent Péter-templom „item ecclesia Sancti Petri de Conoba” alakban, a települést ugyanis a középkorban Konobának hívták. Ezután a település és a templom hosszú időre eltűnik a forrásokból. A következő adat az 1665-ös egyházlátogatás dokumentuma. Ebben a vizitátor leírja, hogy a Szent Péter plébániatemplom szentélye boltozatos, a többi része pedig famennyezettel van befedve. A templom ekkor eléggé leromlott állapotban állt, három oltára, két kelyhe, egy aranyozott monstranciája, a harangtoronyban pedig két harang volt.
Az 1677-es vizitáció feljegyzi, hogy a templom régi és túl kicsi volt. 1708-ban a templom új famennyezetet kapott, 1709-ből pedig az akkori főoltár részletes leírása maradt ránk. A harangtornyot 1746-ban megemelték és javították, tíz évvel később pedig az egész templomot megújították. Ennek során kicserélték a főoltárt és két mellékoltárt is állítottak. A hajónak ekkor még mindig famennyezete volt. 1756-ban Funtek plébános a két régi harang helyett Grazban három új harangot vásárolt, közülük a nagyharangot 1916-ban háborús célra rekvirálták. Így ma a toronyban csak két harang található. 1786-ban a templom déli oldalához hozzáépítették a Megfeszített Jézus kápolnáját.

## Leírása
A templom kelet-nyugati tájolású, a szentély a keleti oldalon, a bejárat pedig a nyugati oldalon található. A sekrestyét a szentély északi oldalához, a nyugati oldalon lévő tornyot pedig a templom homlokzatába építették. A masszív torony alatt található a templom főbejárata, az ajtó kétszárnyú, 1,50 méter széles. A templom falai vastagok, körülbelül 1,30 méteresek. A szentély hossza 9,40 m, szélessége 6,20 m. A hajó 12,10 m hosszú és 12 m széles. A szentély 7 m, a hajó 8 m magas.
A viszonylag kicsi plébániatemplom szokatlan homlokzattal rendelkezik, amely kitűnik a zagorjei gótikus stílusú templomok közül. Különlegessége a templom elülső részén középen elhelyezett erős, széles és alacsony torony, amelyen alul egy nagy, félköríves, duplaszárnyú bejárati ajtó, első emeletén pedig a kórus nagyobb ablaka található. A torony mindkét oldalán is van egy-egy bejárati ajtó, melyek 1,20 m szélesek. Ezen ajtók felett egy-egy kisebb félköríves ablak található. Az ablakok felett egy-egy nagyobb, félköríves fülke látható, melyek azonban üresek, valószínűleg szobrok elhelyezésére szánták. A homlokzat közepén magasodik a vaskos harangtorony, mely mintegy három méterrel magasodik a homlokzat fala fölé. A tornyon a harangok szintjén középen a nyugati és a keleti oldalon is egy-egy nagyobb, négyszögletes ablak található. A toronysisak barokk, körte alakú részének csúcsán gömb és kereszt található. A 16. században még kakas volt a csúcsán.
Az egykori templomból már csak a szentély maradt meg a sekrestyével. A szentélyt a bordás boltozat osztja két mezőre, melynek bordái konzolokon nyugszanak. A bordák keskenyek, nem szépen kidolgozottak és arról árulkodnak, hogy a késői időszakban, talán a 16. században készültek.  A szabálytalan nyolcszög alakú szentély, mely három oldalról zárt, három ablakkal van megvilágítva, melyeknek megmaradt a régi kőkerete, míg a negyedik ablakot elfalazták. A szentélyből a sekrestyébe, amelyet a későbbi időkben boltoztak gótikus ajtó vezet.
A szentély sarkai kívülről támpillérekkel vannak megerősítve, melyek 14 cm-rel ugranak ki a fal síkjából. Később észrevették, hogy túl gyengék, ezért a szentély három sarkát durván és ügyetlenül kidolgozott, 1 méter vastagságú támpillérekkel újból megerősítették. A szentély és a sekrestye külső oldalán még mindig látható a gótikus lábazat. A régi templomhajóból semmi nem maradt fenn. A mostani később épült, és még azelőtt eltüntették a Megfeszített Jézus kápolnáját is. A hajó elég nagy területű, de szűk és nagy részét elfoglalják azok az erős támaszfalak, melyek a kórust és a toronyaljat tartják. A hajót barokk dongaboltozat fedi, melynek központi részén a Szentháromság, sarkaiban pedig a négy evangélista ábrázolása látható.
A hajóban két oltár áll, melyek a Boldogságos Szűz Mária és Szent Valentin tiszteletére vannak szentelve. A Mária-oltár közepén Szűz Mária szobra áll karjában a kis Jézussal. Két oldalán Szent István vértanú és Szent Mária Magdolna szobrai állnak, míg felül az angyalok kara látható. Valamennyi szobor festett és aranyozott. A Mária-oltárt már 1661-ben is említik, de mai formáját csak 1756-ban nyerte el. A kórus szintén festett és aranyozott, külső részén a 12 apostol festett képe látható.
A szentély teljes hátsó részét kitölti a Szent Péternek szentelt főoltár, mely teljes egészében barokk műalkotás. Felső részén az Atyaisten ül angyalokkal körülvéve, alatta középen Jézus szobra áll amint Péternek átadja a mennyország kulcsait. Tőlük balra a pilaszterek között sorban Szent Joachim, Szent Borbála, Nepomuki Szent János, Szent Anna, Szent József és Xavéri Szent Ferenc látható. Az alakok meglehetősen merevek, de az oltár mégis a jobb alkotások közé tartozik.
A diadalív alatt a déli oldalon, egy posztamensen a Fájdalmas Szűzanya szobra látható. Szűzanya ülő helyzetben van. Jobb kezében egy fehér zsebkendőt tart, bal keze tenyerét a tenyerének felső része fölé helyezi. Így keresztezett tenyérrel szomorú arckifejezéssel ábrázolja a mester a szenvedését. Van egy legenda erről a szoborról. Állítólag a Szent Jošt régi templomában volt, ahol egykor a zarándokok Szentlelket ünnepelték. Amikor a templom a lelkész gondatlansága miatt összeomlott, egy krapinai személy találta meg, aki meg akarta menteni a szobrot, és Krapinába vitte. Amikor a szobrot a patakhoz vitték, amely elválasztja a krapinai plébániát a konobai plébániától, a szobor hirtelen olyan súlyos lett, hogy nem tudták átvinni a patakon. Ezért a szobrot a Szent Benedek-kápolnában helyezték el. Nyolcvan évvel ezelőtt (valamikor az 1940-es évek környékén) hozták a plébániatemplomba, ahol ma is található.
A templom déli folyosóján, ahol a ma szokásosan használt bejárat van Josip Spinderle lelkész felállította a Szent Kereszt kápolnát benne egy festményekkel díszített kis oltárral. Itt áll egy szépen elkészített feszület. Krisztus teste színes, fehér ágyékkötővel. A szobor 225 cm hosszú, a karok fesztávolsága 125 cm. Valószínűleg 1786-ból való. A másik feszület az északi folyosón található, az előzőnél kisebb, 75 cm hosszú, a karok fesztávolsága 62 cm, festett, gyönyörű szobrászati munka. Valószínűleg a Szent Kereszt-kápolnából való. Mindkét feszület értékes barokk mű. Talán ugyanannak a szobrásznak az alkotása. A sekrestyét az északi oldalon építették a szentélyhez. Kívül 4,70 m hosszú és 3,90 m széles, saját tetővel rendelkezik. A szokásos liturgikus tárgyak általában a 18. századból származnak, a régi korokból származó miseruha nincs.